# Macrauchenia
Macrauchenia (il cui nome, che significa «grande lama», è basato sull'ormai invalido genere di lama, Auchenia, dal greco «grande collo») è un genere estinto di grande mammifero sudamericano dotato di tre dita, un lungo collo e lunghe zampe, vissuto tra il tardo Pliocene e la fine del Pleistocene. È stato l'ultimo membro dell'estinto ordine dei Litopterna, un gruppo di ungulati presenti in Sud America a partire dal Paleocene.
Il genere dà il nome alla sua famiglia, Macraucheniidae o «litopterni robusti», e, come gli altri litopterni, è più strettamente imparentato con gli ungulati dalle dita dispari (Perissodactyla), dai quali i litopterni si sono discostati circa 66 milioni di anni fa.
I fossili più antichi del genere risalgono al Miocene superiore, circa 7 milioni di anni fa, e la specie più recente, M. patachonica, scomparve dalla documentazione fossile durante il Pleistocene superiore, circa 20.000-10.000 anni fa. La specie M. patachonica è una delle ultime e la più conosciuta della famiglia, ed è nota principalmente dalla Formazione Luján in Argentina, sebbene sia stata ritrovata anche in altre località del Sud America meridionale. Era coeva con un altro genere di macraucheniide, Xenorhinotherium, che però abitava il nord-est del Brasile e il Venezuela durante il Pleistocene superiore.
L'esemplare tipo di Macrauchenia fu scoperto da Charles Darwin durante il viaggio del Beagle. In vita, Macrauchenia doveva avere l'aspetto di un cammello senza gobbe, sebbene i due taxa non siano strettamente correlati. Era un animale erbivoro, che si nutriva di una gran varietà di piante in quello che oggi è il Sud America. Tra le specie descritte, si considerano valide M. patachonica e M. ullomensis; M. boliviensis è considerata un nomen dubium; mentre M. antiqua (o M. antiquus) è stata spostata nel genere Promacrauchenia.

## Descrizione

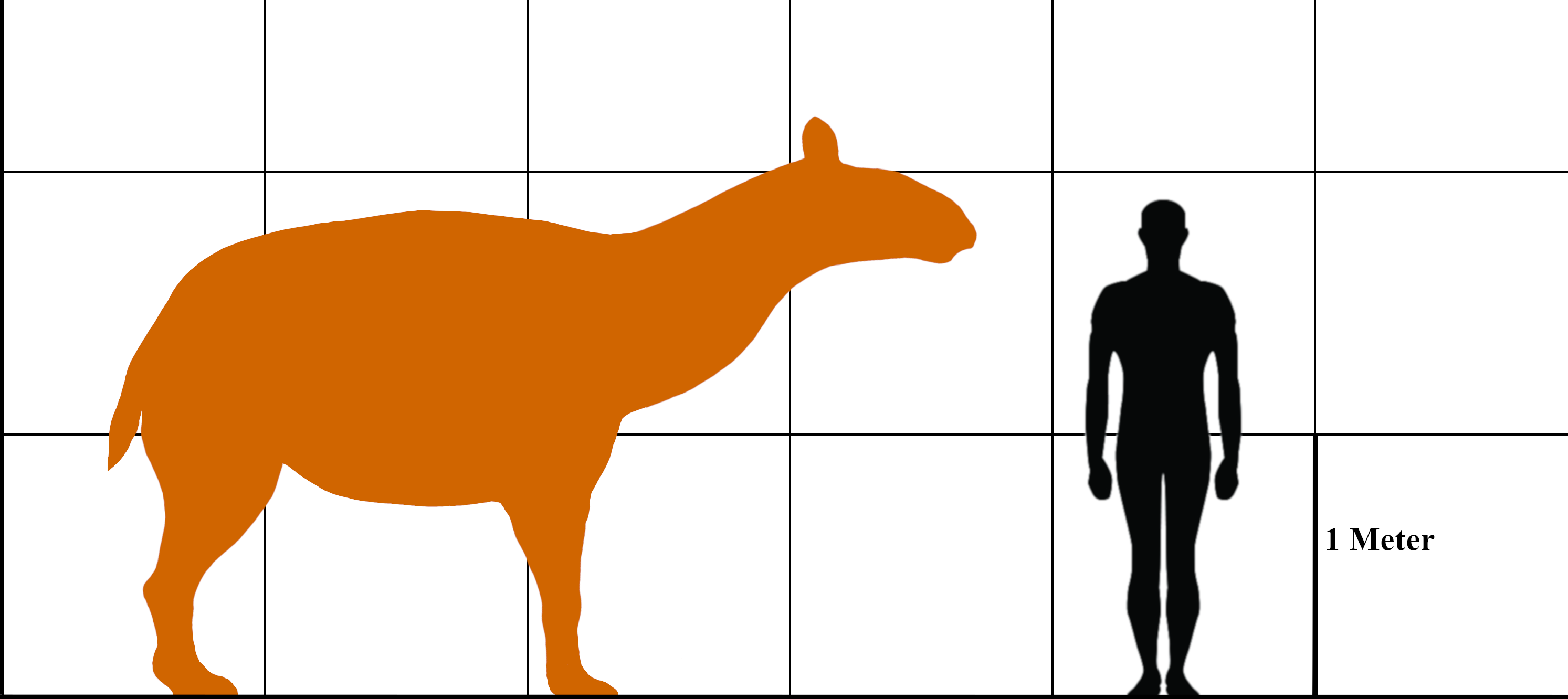
Dimensioni di M. patachonica a confronto con un uomo

In vita, Macrauchenia doveva somigliare vagamente a un cammello privo di gobbe, con zampe lunghe e slanciate ma robuste, un collo allungato e una testa relativamente piccola. I suoi piedi, tuttavia, somigliavano di più a quelli di un rinoceronte moderno, con un dito centrale e due dita laterali su ciascun piede. Si trattava di un animale di dimensioni medio-grandi, lungo circa 3 metri e con un peso massimo stimato intorno a 1.042,8 kg, cioè circa quanto un rinoceronte nero attuale. Macrauchenia, come il suo parente Theosodon, possedeva una serie completa di 44 denti.

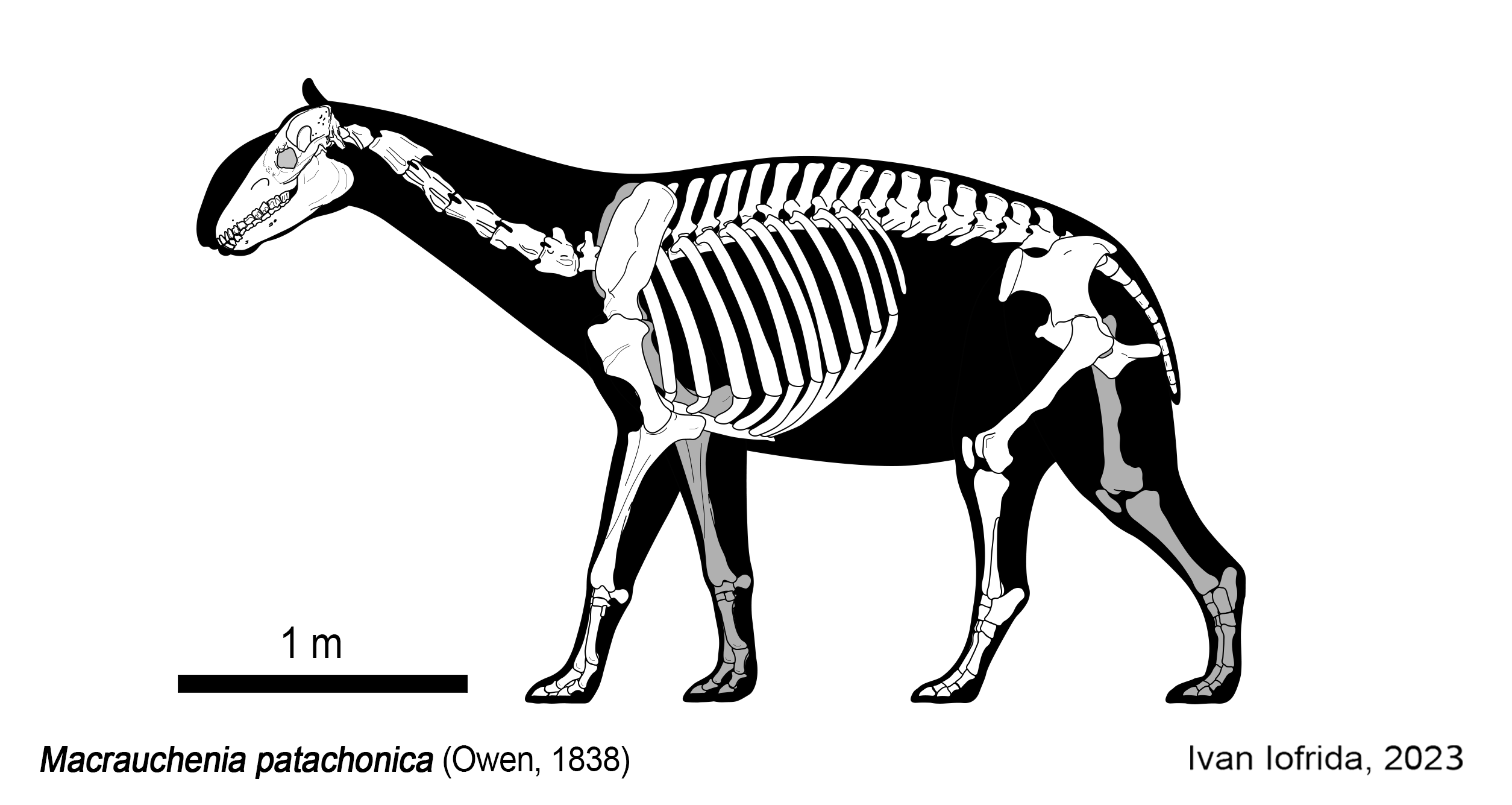
Ricostruzione scheletrica di M. patachonica

Una delle caratteristiche più notevoli di Macrauchenia era la presenza di aperture ossee delle narici, collocate sulla sommità del cranio, sopra e tra gli occhi. Questa peculiarità sembra rappresentare una tendenza evolutiva piuttosto diffusa nei litopterni successivi, che mostrano narici sempre più arretrate e poste in alto sul capo. Poiché i mammiferi dotati di proboscide presentano spesso aperture ossee delle narici in posizioni simili, fu ipotizzato che anche Macrauchenia avesse una piccola proboscide (come quella di un tapiro) o un muso rigonfio (simile a quello dell'antilope saiga), forse per tenere la polvere lontana dalle narici. Questa ipotesi si diffuse rapidamente nella cultura di massa, dando a Macrauchenia un aspetto «iconico» da antilope con la proboscide, un'immagine che trovò larga risonanza in diversi media.
Tuttavia, uno studio del 2018, che ha confrontato i crani di tapiri e di varie altre specie di mammiferi erbivori moderni ed estinti, ha rilevato somiglianze con i crani degli alci, suggerendo che Macrauchenia e altri macraucheniidi (ad esempio Huayqueriana) non possedessero proboscidi, bensì musi larghi e carnosi, dotati di labbra prensili. Ciononostante, alcuni pittogrammi raffiguranti l'estinta megafauna sudamericana (datati fra circa 12.600 e 11.800 anni fa), rinvenuti nella formazione rocciosa Serranía de La Lindosa di Guaviare, in Colombia, mostrerebbero quello che potrebbe essere un macraucheniide con proboscide, presumibilmente Xenorhinotherium.
Il muso di Macrauchenia risulta completamente racchiuso dall'osso, mentre il collo, allungato, le permetteva di protendersi verso l'alto. Nessun mammifero vivente dotato di proboscide presenta simili caratteristiche: mancano infatti sia gli ancoraggi per i potenti muscoli (tipici di proboscidi di media o grande lunghezza) sia i canali nervosi (presenti invece, per esempio, nel grugno di un cinghiale) con cui controllare una vera proboscide. Un'ipotesi alternativa è che questi litopterni fossero brucatori di vegetazione dura e spinosa, e che le narici arretrate servissero a raggiungere foglie e rametti senza correre il rischio di ferirsi con le spine. Anche i dinosauri sauropodi (spesso ricostruiti come brucatori di vegetazione coriacea, come aghi di conifere e cicadee) presentano un muso piuttosto alto; giraffe e gerenuk, anch'essi brucatori di vegetazione spinosa, hanno narici più arretrate rispetto ad altri taxa correlati con diverse abitudini alimentari.
Infine, un'idea sulle abitudini comportamentali di Macrauchenia è fornita dallo studio delle articolazioni della caviglia e degli stinchi, che indica come l'animale fosse piuttosto agile e potesse cambiare rapidamente direzione anche mentre correva ad alta velocità.

## Paleobiologia

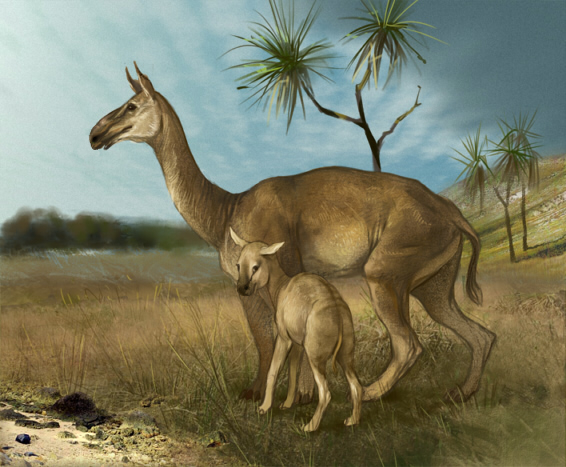
Ricostruzione di M. patachonica

Macrauchenia era un erbivoro che si nutriva probabilmente di foglie e di erba. L'analisi degli isotopi di carbonio nello smalto dei denti di M. patachonica, insieme allo studio del suo indice di ipsodontia (basso, dunque brachidonte), delle dimensioni corporee e della larghezza relativa del muso, suggerisce che seguisse una dieta variegata, unendo la brucazione di fogliame C3 al pascolo di graminacee C4. Un'analisi della microusura dentale, dello smalto occlusale e dell'isotopo di carbonio di Macrauchenia e Xenorhinotherium ha rivelato che entrambi erano erbivori che si nutrivano di piante C3.
Il genere era ampiamente diffuso in ambienti sia secchi sia umidi, dal Cile meridionale al Brasile nord-orientale fino alle coste del Venezuela. Resti di M. ullomensis sono stati ritrovati in Bolivia ad altitudini fino a 4.000 metri. Le abitudini e la dieta potevano variare in base all'ecosistema, ma, negli erbivori, un collo allungato è solitamente un adattamento utile a brucare foglie da alberi e arbusti. Non essendo confinati alle zone boschive, questi animali erano probabilmente in grado di sfruttare ambienti più marginali, mescolando la brucazione su vegetazione alta con il pascolo di erba. Un sito nel nord del Cile ha riportato alla luce i resti di cinque esemplari adolescenti rinvenuti insieme, il che suggerisce che Macrauchenia vivesse in grandi mandrie o gruppi familiari.
Il predatore endemico principale di Macrauchenia sarebbe stato lo sparassodontide Thylacosmilus, un mammifero sudamericano dai denti a sciabola. Anche i grandi uccelli forusracidi potevano costituire una minaccia, soprattutto per gli esemplari giovani. In seguito al Grande Scambio Americano, i predatori principali degli adulti divennero il felino dai denti a sciabola Smilodon populator e gli orsi giganti dal muso corto; anche i lupi terribili e i giaguari potrebbero aver cacciato i Macrauchenia, in particolare gli individui più giovani.
Si ritiene che Macrauchenia affrontasse questi predatori principalmente superandoli nella corsa o, se costretto a difendersi, sferrando potenti calci con le robuste zampe posteriori. Le grandi dimensioni degli adulti riducevano la loro vulnerabilità alla maggior parte dei carnivori. Inoltre, la probabile capacità di cambiare rapidamente direzione ad alta velocità poteva consentire a Macrauchenia di eludere gli inseguitori; sia Thylacosmilus sia S. populator erano infatti cacciatori da imboscata, probabilmente poco adatti a inseguimenti di lunga durata se la preda sopravviveva al primo attacco.

## Tassonomia

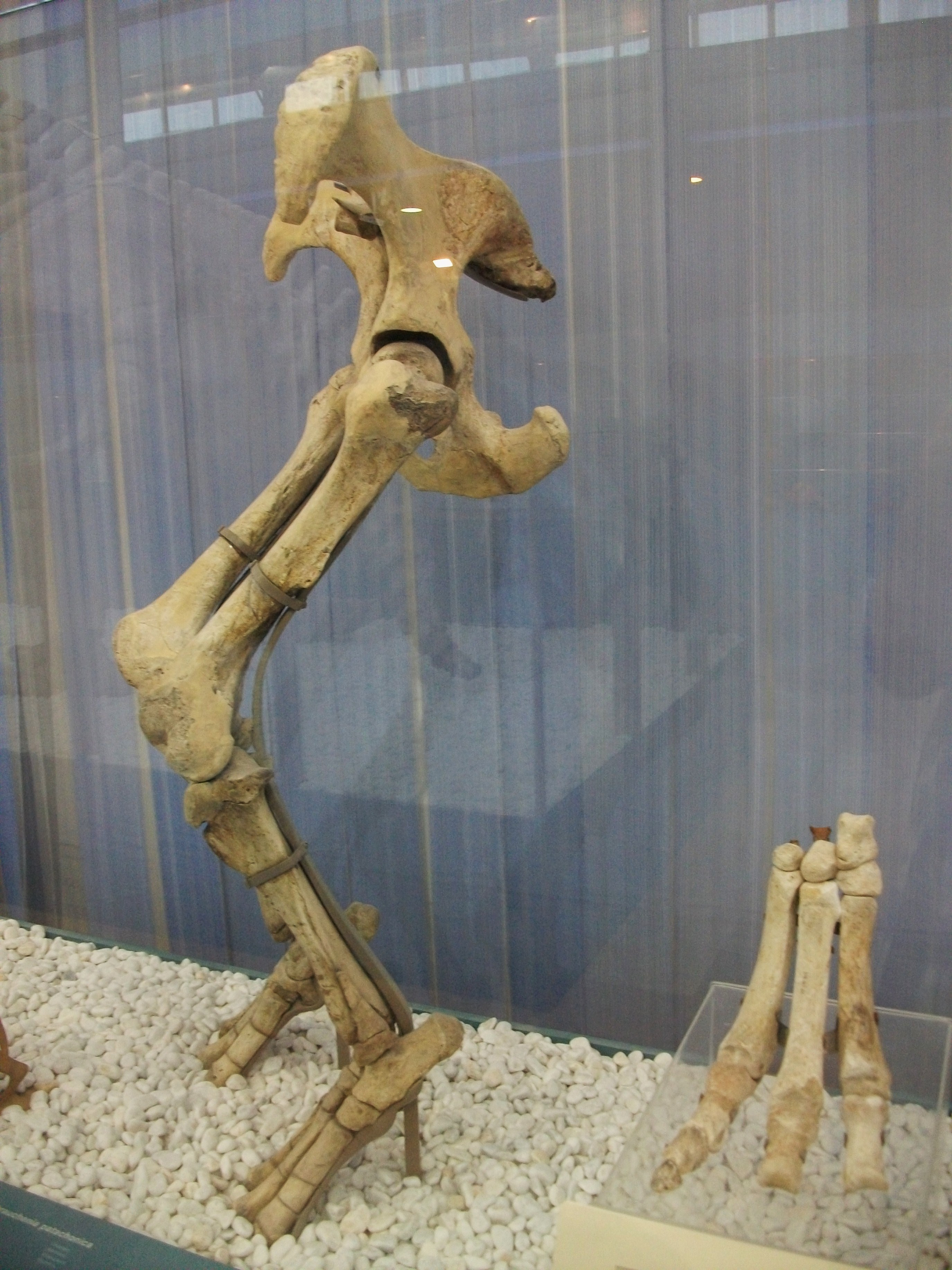
Ossa degli arti di M. patachonica

I fossili di Macrauchenia furono raccolti per la prima volta il 9 febbraio 1834 a Puerto San Julián, in Patagonia (Argentina), da Charles Darwin, mentre l'HMS Beagle era attraccato nel porto. Non essendo uno specialista in materia, Darwin identificò provvisoriamente le ossa delle zampe e i frammenti di spina dorsale come appartenenti a «un grosso animale, immagino un mastodonte». Nel 1837, subito dopo il ritorno del Beagle, l'anatomista Richard Owen esaminò le vertebre dorsali e cervicali e concluse che fossero di una creatura gigantesca, simile a un lama o a un cammello, che egli battezzò Macrauchenia patachonica. Nel descriverlo, Owen ricorse ai termini greci µακρός (makrós: «grande» o «lungo») e αὐχένη (auchén: «collo»), precedentemente usati da Illiger per il genere Auchenia, un nome generico all'epoca riferito alla vigogna. Il ritrovamento contribuì, insieme ad altre scoperte, allo sviluppo iniziale delle idee evolutive di Darwin. In seguito, furono rinvenuti ulteriori fossili di Macrauchenia, principalmente in Patagonia ma anche in Bolivia, Cile e Venezuela.
Il genere Cramauchenia, descritto da Florentino Ameghino, fu così chiamato in quanto anagramma deliberato di Macrauchenia.

### Evoluzione

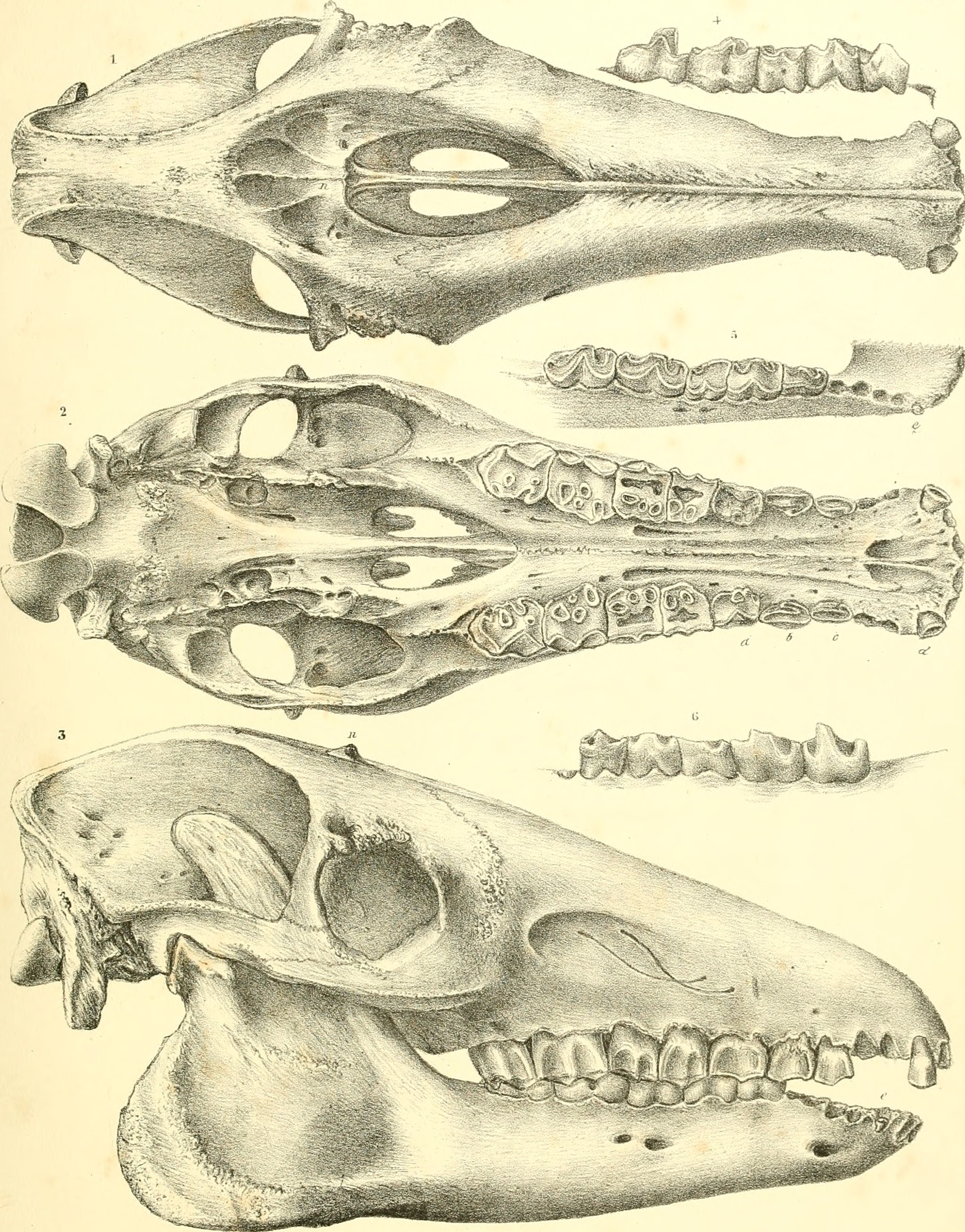
Illustrazione del cranio di Macrauchenia

È probabile che Macrauchenia si sia evoluta da litopterni più antichi, come Theosodon, Promacrauchenia o un'altra forma simile. Litopterna era uno dei cinque (quattro in alcune classificazioni) ordini di mammiferi endemici del Sud America, noti collettivamente come Meridiungulata. Le relazioni di questo gruppo con altri mammiferi al di fuori del continente rimasero a lungo oscure o fraintese, poiché la loro storia evolutiva pare essersi originata nel Gondwana occidentale, zona che oggi corrisponde in parte all'Antartide. Quando il Sud America si separò dall'Antartide durante l'Eocene, i meridiungulati si trovarono isolati in Sud America, favorendo l'evoluzione di una fauna peculiare, comprendente anche bradipi, armadilli, gliptodonti e forusracidi.
La maggior parte dei meridiungulati prosperò durante il Paleogene, per poi subire un declino. In passato, diversi paleontologi nordamericani li consideravano «meno competitivi» rispetto alla fauna dell'emisfero settentrionale, ritenendo che fossero stati soppiantati dai mammiferi nordamericani fino all'estinzione, soprattutto dopo il Grande Scambio Americano (quando si formò un ponte di terra tra Nord e Sud America). Tuttavia, prove più recenti dimostrano che tre ordini di meridiungulati si estinsero ben prima della formazione del ponte terrestre, in modo analogo a quanto accaduto a molti altri gruppi di mammiferi in tutto il mondo. Litopterni e notoungulati, invece, sopravvissero, diversificandosi in forme più derivate. Mentre i notoungulati toxodontidi arrivarono persino a diffondersi in Nord America, i litopterni rimasero confinati in Sud America. Macrauchenia fu uno degli ultimi meridiungulati, assieme a litopterni come Neocaliphrium e ai grandi notoungulati Toxodon e Mixotoxodon. Questi ultimi ungulati endemici si estinsero alla fine del Lujaniano (tra 10.000 e 20.000 anni fa), probabilmente per una combinazione di cambiamenti climatici, competizione con altre specie e arrivo dell'uomo in Sud America.
L'analisi del DNA mitocondriale estratto da un fossile di M. patachonica (proveniente da una grotta del Cile meridionale) indica che Macrauchenia (e, per estensione, i litopterni) è il gruppo gemello dei Perissidattili, con una divergenza stimata a circa 66 milioni di anni fa. Inoltre, lo studio di sequenze di collagene ottenute da Macrauchenia e Toxodon ha corroborato la stessa conclusione, estendendo la posizione di «gruppo gemello» anche ai notoungulati.

## Distribuzione

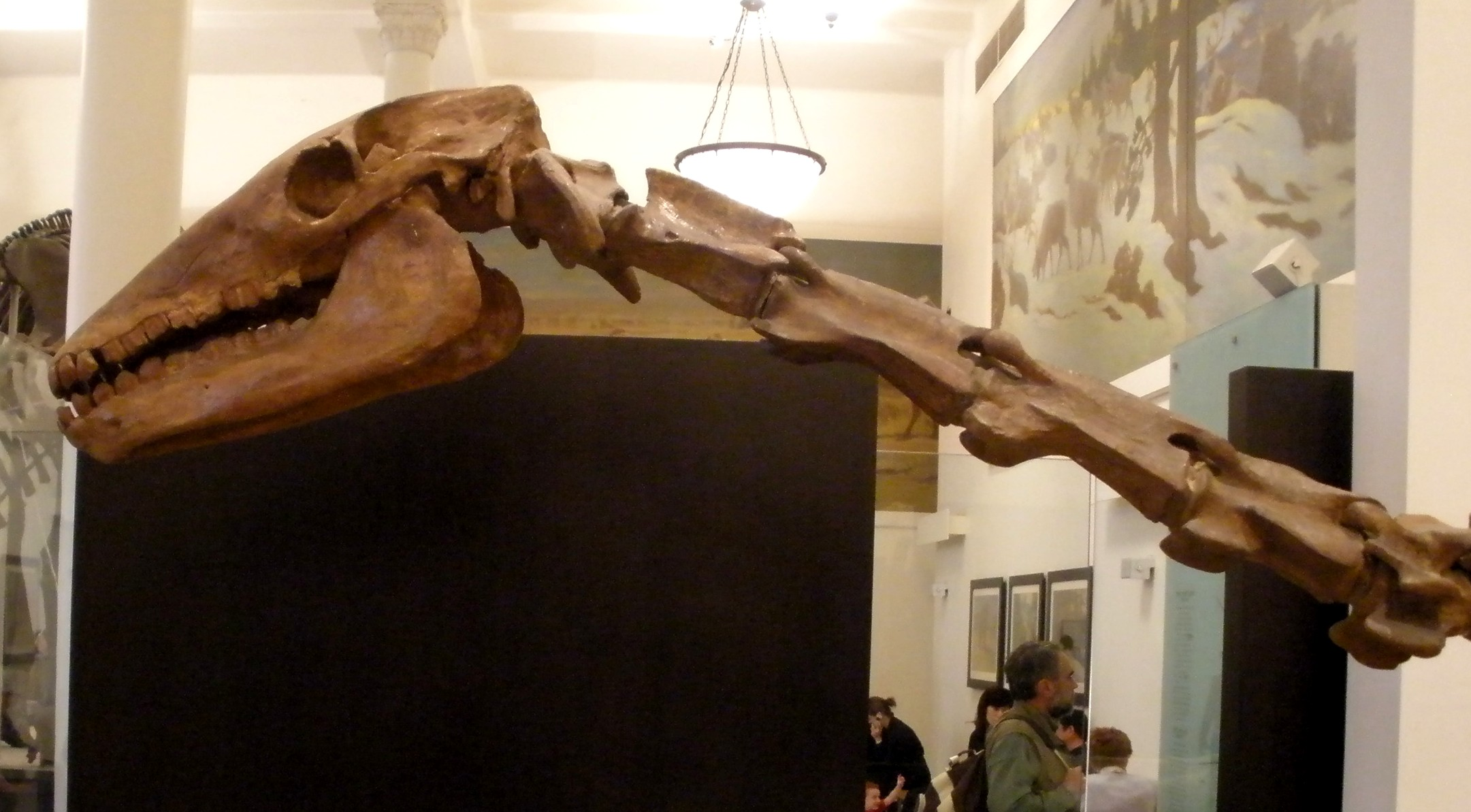
Cranio e collo di M. patachonica

I fossili di Macrauchenia sono stati rinvenuti in diversi contesti geologici:
Miocene
- Formazione Epecuén (Argentina)

Pliocene
- in varie località dell'Argentina

Pleistocene
- Formazioni Arroyo Seco e Luján, Argentina
- Formazione Ulloma, Charana, Umala, Tarija e Ñuapua, Bolivia
- Formazione Touro Passo, Brasile
- Cueva del Milodón, Cile
- Paraguay
- Formazione di San Sebastián, Perù
- Formazioni Sopas e Dolores, Uruguay
- Taima-Taima, Venezuela

## Nella cultura di massa
L'aspetto originariamente ipotizzato per questo animale – ossia quello di un'antilope sudamericana dotata di una proboscide – si è rapidamente diffuso nell'immaginario popolare, dando a Macrauchenia un'estetica «iconica» in numerosi media, nonostante studi recenti abbiano proposto un aspetto diverso. Con questa rappresentazione, Macrauchenia compare in vari documentari e programmi sulla preistoria, spesso come preda dei grandi carnivori sudamericani coevi. Nel documentario BBC I predatori della preistoria si mostra, per esempio, una mandria di Macrauchenia cacciata da Smilodon e Phorusrachos.
Nella serie di film L'era glaciale appaiono spesso dei Macrauchenia come comparse, con funzioni perlopiù comiche; nella pellicola, tuttavia, ricordano più Paraceratherium giganti che vere e proprie antilopi, tanto da risultare più alti di un mammut.
In Star Wars: Episodio I - La minaccia fantasma, sul pianeta Tatooine compare una creatura molto simile a Macrauchenia, impiegata come animale da tiro per trasportare gli sgusci sulla linea di partenza della gara.